# Nasa ramirezii
Nasa ramirezii är en brännreveväxtart som först beskrevs av Weigend, och fick sitt nu gällande namn av Weigend. Nasa ramirezii ingår i släktet färgkronor, och familjen brännreveväxter. Inga underarter finns listade i Catalogue of Life.